# TNT Express
ТНТ Экспресс (англ. TNT Express) — одна из крупнейших компаний международной индустрии экспресс-доставки документов, посылок и корпоративных грузов. Штаб-квартира находится в Нидерландах, в городе Хофддорп. Она была частью крупной компании TNT N.V., переименованной в 2011 году в PostNL. TNT Express стала самостоятельной, при этом бывший владелец сохранил 29,9 % акций.

## История
История экспресс-службы началась в Австралии в 1946 году, когда австралиец Кен Томас начал развозить на своём грузовичке грузы. В 1958 году возникла транспортная компания Thomas Nationwide Transport (сокращённо TNT), которая в 1961 году уже котировалась на фондовой бирже в Австралии. В 1960-х годах компания вышла на мировой уровень. К 1980 году она обзавелась самолётом и стала первой в мире компанией, предоставлявшей услуги глобальной экспресс-доставки.
Голландская компания KPN (полностью Koninklijke KPN N.V.) появилась ещё в начале XIX века и была ранее известна как государственное предприятие PTT. В 1990-х годах KPN стала стремиться к монополии на рынке почтовых услуг, и в 1996 году австралийская TNT влилась в KPN. До 2005 года бренд именовался TNT Post Group, или TPG, затем решили вернуться к первичному названию известной службы, и компания была переименована в TNT N.V.
До мая 2011 года TNT Express являлась дочерним подразделением в рамках компании TNT N.V. Последняя 26 мая 2011 года была переименована в PostNL, а TNT Express была выделена в самостоятельную компанию.
В начале 2012 года американская почтовая компания UPS сделала предложение о покупке TNT Express, предложив заплатить €9 за акцию, но эти условия не устроили голландскую компанию, и это предложение было отвергнуто. Позже, в марте того же года стало известно, что стороны смогли договориться о сделке (при этом цена должна составить €9,35 за акцию). Ожидалось, что сумма покупки составит €5,16 млрд.
Однако в январе 2013 года Еврокомиссия отказала в проведении сделки, после чего UPS отозвала своё предложение о покупке, и выплатила неустойку в 200 млн евро. О влиянии DHL на данную сделку информации нет.
7 апреля 2015 года американская служба доставки FedEx договорилась о покупке нидерландского конкурента TNT Express за €4,4 млрд, что следует из совместного пресс-релиза компаний.

## Деятельность
Компания доставляет документы, посылки и грузы в свыше 200 стран мира. Объём продаж в 2010 году составил более €7 млрд. В компании занято более 83 000 работников, имеются автопарк из 30 239 машин и воздушный флот из 50 самолётов. По всему миру компания располагает 2653 отделениями, включая депо и сортировочные центры. По всем основным экономическим показателям компания входит в пятёрку крупнейших служб экспресс-доставки в мире.

### TNT Express в России
На российском рынке компания TNT Express была представлена с 1989 года (через подрядчиков). В дальнейшем компания развивалась на территории России следующим образом:
- 1993 — открытие офиса в Москве.
- 1995 — включение московского представительства в мировую компьютерную сеть TNT.
- 1998 — открытие оперативного центра в Санкт-Петербурге.
- 2000 — открытие сайта на русском языке.
- 2001 — введение автоматизированной системы оформления транспортной документации — впервые на рынке России.
- 2002 — подписание договора с Московским почтамтом.

TNT Express является единственной в России компанией, которая имеет престижный сертификат «Investor in People», свидетельствующий о прохождении независимого аудита условий труда.
TNT Express активно занималась благотворительностью, в частности, поддерживала театр «Геликон-Опера», фотоконкурс «World Press Photo», участвовала в акциях помощи больным детям и т. д.
На сегодняшний день в России основаны офисы компании в Москве, Санкт-Петербурге, Екатеринбурге, Нижнем Новгороде, Новосибирске, Самаре, Владивостоке, Иркутске, Калининграде, осуществляется доставка грузов в более чем 11 000 городов и населенных пунктов Российской Федерации. В большинстве городов также функционируют компании-агенты, по договору использующие бренд TNT. В компании «ТНТ Экспресс Уорлдуайд (СНГ)» задействовано около 1000 человек.

### Деятельность на Украине
На украинском рынке TNT Express вела свою деятельность таким образом:
- 1993 — открытие офиса в Киеве.
- 1994 — TNT Express начинает свою деятельность через ООО «Аэро Экспресс».
- 1997 — подключение оперативного центра в Киеве к мировой компьютерной системе TNT.
- 2006 — открытие украинского веб-сайта компании.
- 2009 — область покрытия на Украине расширилась до 130 городов.
- 2012 — открытие логистического центра в Киеве.
- 15 декабря 2014 — временное прекращение деятельности (до получения разрешения таможенной службы).

По состоянию на апрель 2014 года TNT Express обладает 24 представительствами по всей Украине. В штате компании работает более 850 человек, в собственности находится 260 автомобилей, а еженедельный трафик составляет более 14 000 отправлений

## Фотогалерея

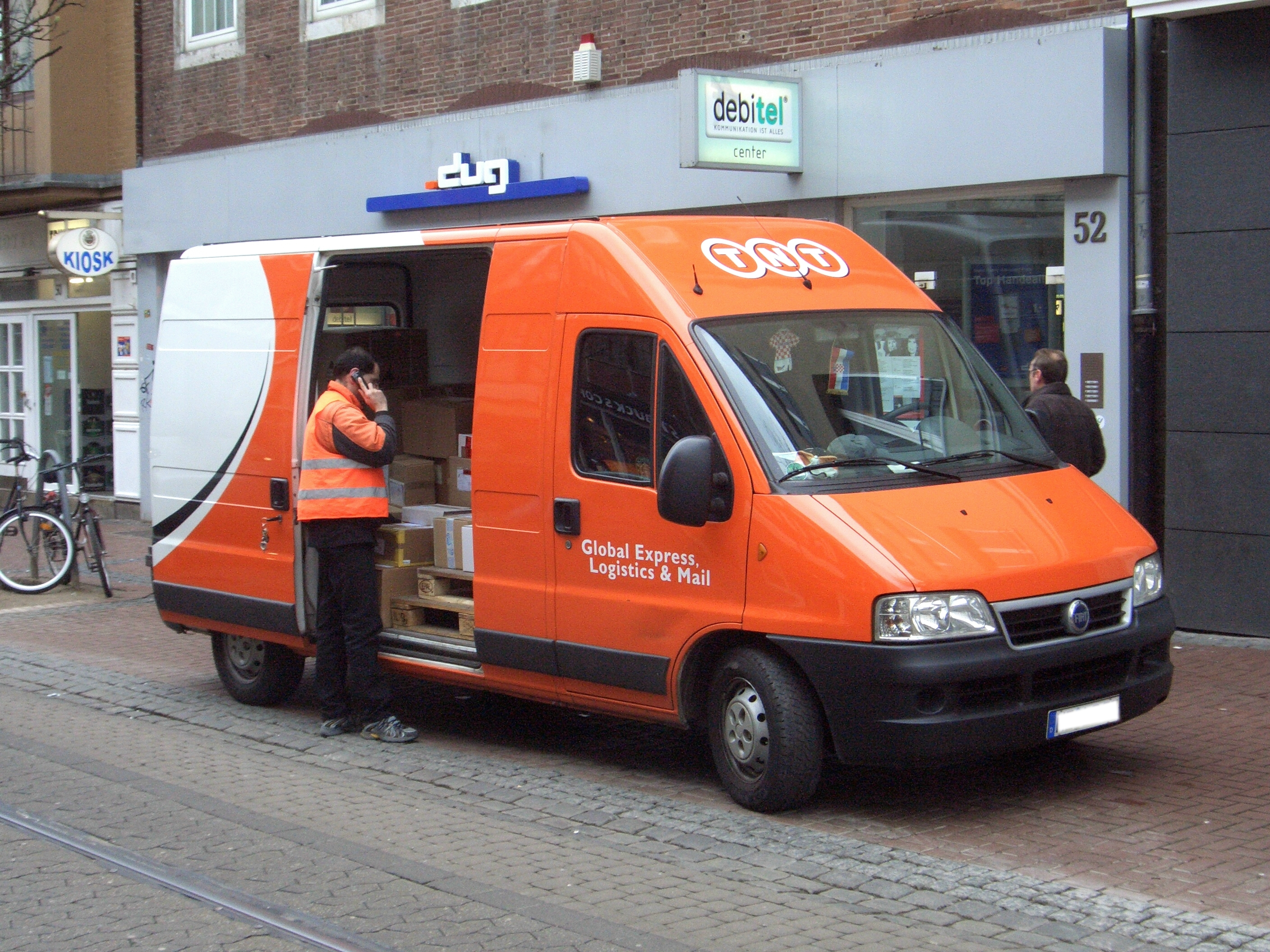
Автомобиль компании
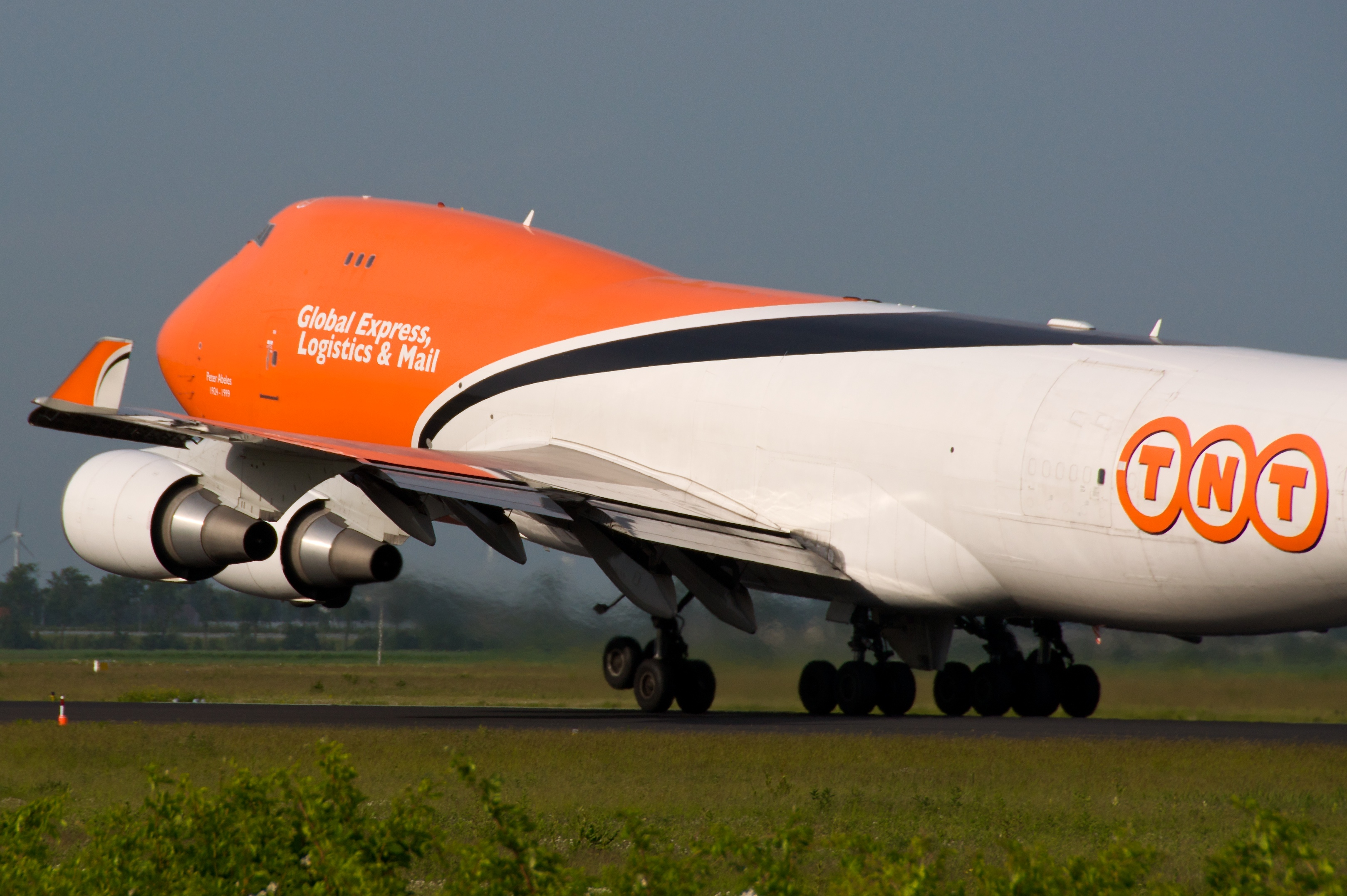
Самолёт дочерней компании TNT Airways
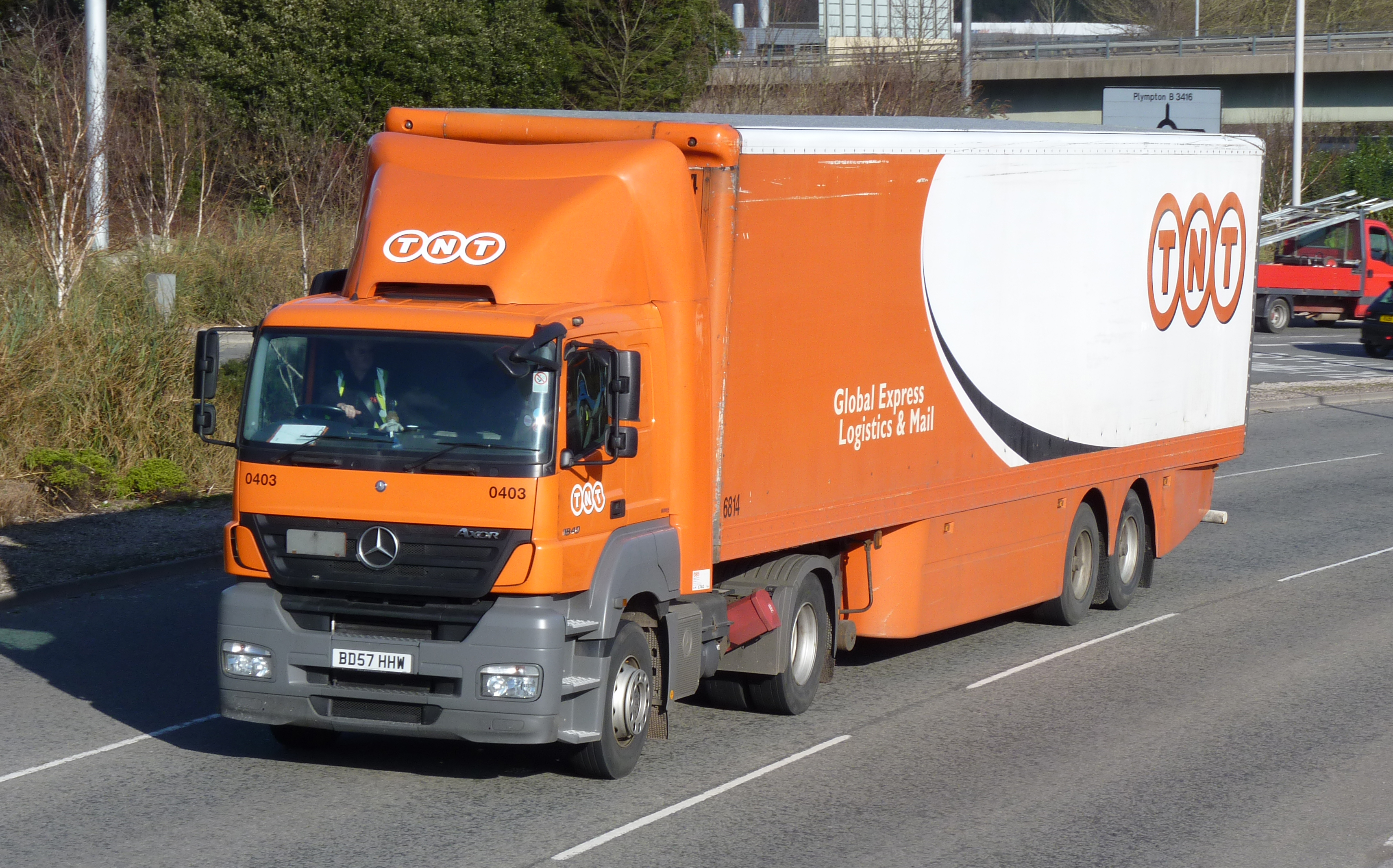
Грузовик[англ.] компании в Англии
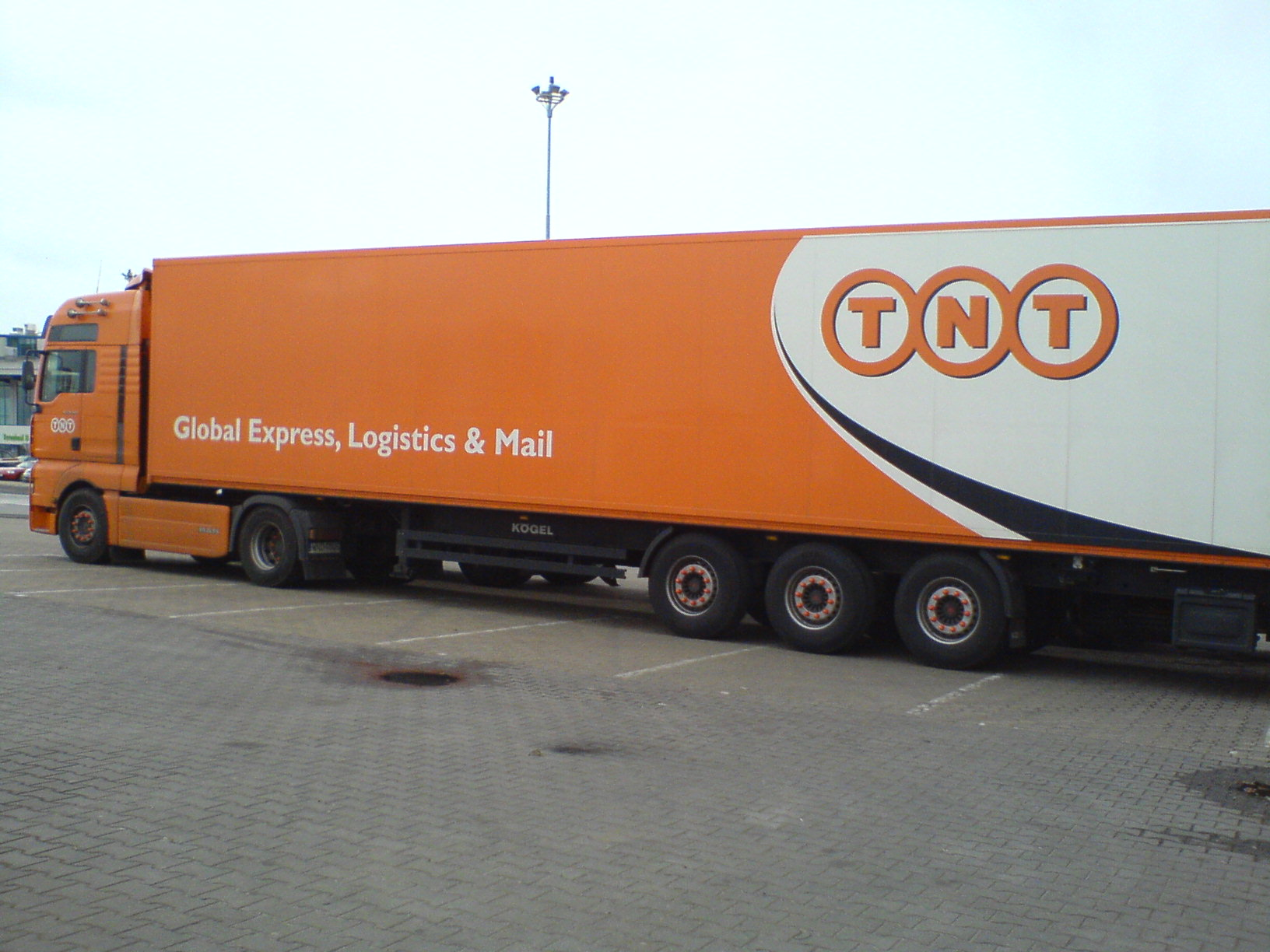
То же в Польше